# Abacetus klickai
Abacetus klickai es una especie de escarabajo terrestre de la subfamilia Pterostichinae.  Fue descrito por Jedlicka en 1935. 